# Jabloňovité
Jabloňovité (Malaceae) jsou bývalá čeleď zahrnující asi 25 rodů s asi 400 druhy dřevin. Podle taxonomického systému APG III je nyní součásti čeledě růžovitých, kde jsou zařazeny do podčeledě Spiraeoideae, tribu Pyreae a subtribu Malinae (dříve Pyrinae).
Její zástupci mají střídavé řapíkaté listy. Dolní část květních obalů často i s bázemi tyčinek srůstají v útvar zvaný šešule. Jsou opylovány hmyzem a plodem je malvice, která vzniká zdužnatěním šešule, uvnitř je jádřinec, vznikající ze semeníku.

## Zastoupené rody
- Hrušeň (Pyrus)
- Jabloň (Malus)
- Hloh (Crataegus)
- Jeřáb (Sorbus)